# Grenade RPG-6
La grenade RPG-6 (en russe : « Ruchnaya Protivotankovaya Granata », Grenade à main antichar) était une grenade à main anti-char de l'ère soviétique,  utilisée à partir de la fin 1943. 
Elle fonctionnait sur le principe de l’effet Monroe, dans lequel une charge explosive en forme de cône génère un jet concentré de métal en fusion qui perce les plaques de blindage. Elle subit des essais en septembre 1943, et fut mise en service en octobre de la même année.
Une enveloppe conique entourait une charge creuse de 562 grammes de TNT, équipés d'une fusée à percussion et quatre rubans de tissu pour assurer la stabilité en vol après l’avoir lancée. Elle pouvait pénétrer environ 100 millimètres de blindage. La RPG-6 avait un rayon de fragmentation de 20 mètres à partir du point de détonation, et prouva son utilité contre l'infanterie tout comme contre les chars.

## Historique
La grenade RPG-6 fut conçue pour remplacer la RPG-43. Cette dernière possédait une tête explosive, qui explosait au contact du blindage d'un char. Il fut découvert que l'impact était optimal  lorsqu'une ogive à charge creuse explosait à une faible distance du blindage. Dans le cas de la RPG-6, ceci fut obtenu en ajoutant une partie pointue à l’avant de la grenade, de sorte que lorsque l'arme explosait, la charge militaire était à la distance optimale du blindage. L'arme fut un succès et fut produite en masse, étant utilisée aux côtés de la grenade RPG-43 dans de nombreux pays, longtemps après la guerre. En 1944, un pistolet/mortier capable de lancer la RPG-6 à 220 m (à 150 m avec une bonne précision) fut donné aux troupes, le BRPG-44 [réf. nécessaire] (littéralement « lanceur de grenades anti-char »).